# Quatre-Septembre (odonyme)
Pour les articles homonymes, voir Quatre-Septembre.
Les noms de plusieurs voies ou places, de pays ou régions francophones, contiennent cette date, sous diverses graphies, en référence à des événements survenus à cette même date.
La majorité de ces odonymes, en France, fait référence explicitement ou non au :
- 4 septembre 1870, date de la déclaration de la Troisième République par Léon Gambetta au Palais des Tuileries à Paris.

Quelques odonymes rappellent aussi :
- Le 4 septembre 1797 : Coup d'État du 18 fructidor an V, exécuté sous le Directoire par les trois Directeurs (dont Paul Barras) soutenus par l'armée, contre les Jacobins et les royalistes, majoritaires dans les Conseils (Conseil des Cinq-Cents et Conseil des Anciens).
- Le 4 septembre 1848 : événements non connus[pas clair].
- Le 4 septembre 1944, vers la fin de la seconde Guerre mondiale :
  - Libération de Saintes en Charente-Maritime, par les Résistants du bataillon Violette[Ref 1].
  - Autres lieux : événements non connus.

Voir aussi les odonymes contenant le nom du mois, sans quantième, dans la page d'homonymie Septembre (odonymie).
Les tableaux ci-dessous montrent une liste encore non exhaustive de ces odonymes.

## Graphies «Quatre-Septembre» et «IV-Septembre»

### Sans millésime

#### Décompte
| Monde (pays et régions francophones) Au moins 56 odonymes sans millésime « Quatre-Septembre » et « IV-Septembre » Décompte provisoire au 23 janvier 2018 | Monde (pays et régions francophones) Au moins 56 odonymes sans millésime « Quatre-Septembre » et « IV-Septembre » Décompte provisoire au 23 janvier 2018 | Monde (pays et régions francophones) Au moins 56 odonymes sans millésime « Quatre-Septembre » et « IV-Septembre » Décompte provisoire au 23 janvier 2018 | Monde (pays et régions francophones) Au moins 56 odonymes sans millésime « Quatre-Septembre » et « IV-Septembre » Décompte provisoire au 23 janvier 2018 | Monde (pays et régions francophones) Au moins 56 odonymes sans millésime « Quatre-Septembre » et « IV-Septembre » Décompte provisoire au 23 janvier 2018 | Monde (pays et régions francophones) Au moins 56 odonymes sans millésime « Quatre-Septembre » et « IV-Septembre » Décompte provisoire au 23 janvier 2018 | Monde (pays et régions francophones) Au moins 56 odonymes sans millésime « Quatre-Septembre » et « IV-Septembre » Décompte provisoire au 23 janvier 2018 | Monde (pays et régions francophones) Au moins 56 odonymes sans millésime « Quatre-Septembre » et « IV-Septembre » Décompte provisoire au 23 janvier 2018 |
| | « Quatre-Septembre » | « Quatre-Septembre » | « Quatre-Septembre » | « Quatre-Septembre » | « Quatre-Septembre » | « IV-Septembre » | |
| Zone | Avenue | Impasse | Place | Rue | Autres | Toutes voies | Total |
| --- | --- | --- | --- | --- | --- | --- | --- |
| France | 1 | 4 | 6 | 41 | 3 | 1 | 56 |
| Ailleurs | 0 | 0 | 0 | 0 | 0 | 0 | 0 |
| Monde | 1 | 4 | 6 | 41 | 3 | 1 | 56 |

#### En France
| France Plus de 56 odonymes « ... (du) Quatre-Septembre » ou « ... (du) IV-Septembre » dans les 18 nouvelles ou 27 anciennes régions, les 101 départements et les 36700 communes de France Décompte provisoire au 22 janvier 2018 -- Voir détail dans le tableau de décompte ci-dessus | France Plus de 56 odonymes « ... (du) Quatre-Septembre » ou « ... (du) IV-Septembre » dans les 18 nouvelles ou 27 anciennes régions, les 101 départements et les 36700 communes de France Décompte provisoire au 22 janvier 2018 -- Voir détail dans le tableau de décompte ci-dessus | France Plus de 56 odonymes « ... (du) Quatre-Septembre » ou « ... (du) IV-Septembre » dans les 18 nouvelles ou 27 anciennes régions, les 101 départements et les 36700 communes de France Décompte provisoire au 22 janvier 2018 -- Voir détail dans le tableau de décompte ci-dessus | France Plus de 56 odonymes « ... (du) Quatre-Septembre » ou « ... (du) IV-Septembre » dans les 18 nouvelles ou 27 anciennes régions, les 101 départements et les 36700 communes de France Décompte provisoire au 22 janvier 2018 -- Voir détail dans le tableau de décompte ci-dessus | France Plus de 56 odonymes « ... (du) Quatre-Septembre » ou « ... (du) IV-Septembre » dans les 18 nouvelles ou 27 anciennes régions, les 101 départements et les 36700 communes de France Décompte provisoire au 22 janvier 2018 -- Voir détail dans le tableau de décompte ci-dessus | France Plus de 56 odonymes « ... (du) Quatre-Septembre » ou « ... (du) IV-Septembre » dans les 18 nouvelles ou 27 anciennes régions, les 101 départements et les 36700 communes de France Décompte provisoire au 22 janvier 2018 -- Voir détail dans le tableau de décompte ci-dessus |
| --- | --- | --- | --- | --- | --- |

##### «Rue (du) Quatre-Septembre»
|       | Commune            | Dpt |
| ----- | ------------------ | --- |
| +001, | Argent-sur-Sauldre | 18  |
| +002, | Baixas             | 66  |
| +003, | Bertry             | 59  |
| +004, | Capdenac-Gare      | 12  |
| +005, | Castelnau-de-Médoc | 33  |
| +006, | Cazères            | 31  |
| +007, | Cerisy             | 80  |
| +008, | Cuxac-d'Aude       | 11  |

|       | Commune              | Dpt |
| ----- | -------------------- | --- |
| +001, | Espira-de-l'Agly     | 66  |
| +002, | Estissac             | 10  |
| +003, | Florensac            | 34  |
| +004, | Fournes-en-Weppes    | 59  |
| +005, | Gentelles            | 80  |
| +006, | L'Isle-sur-la-Sorgue | 84  |
| +007, | Iwuy                 | 59  |
| +008, | Labruguière          | 81  |
| +009, | Lamagistère          | 82  |
| +010, | Lapalisse            | 03  |
| +011, | Lavelanet            | 09  |
| +012, | Levroux              | 36  |
| +013, | Lodève               | 34  |

|       | Commune           | Dpt |
| ----- | ----------------- | --- |
| +001, | Marseillan        | 34  |
| +002, | Montignac-Lascaux | 24  |
| +003, | Olonzac           | 34  |
| +004, | Ornans            | 25  |
| +005, | Paris             | 75  |
| +006, | Piennes           | 54  |
| +007, | Paulhaguet        | 43  |
| +008, | Pérols            | 34  |
| +009, | Port-la-Nouvelle  | 11  |
| +010, | Port-Vendres      | 66  |
| +011, | Prades            | 66  |

|       | Commune                | Dpt |
| ----- | ---------------------- | --- |
| +001, | Quillan                | 11  |
| +002, | Rilly-la-Montagne      | 51  |
| +003, | Saint-Bonnet-près-Riom | 63  |
| +004, | Saint-Jean-d'Angély    | 17  |

|       | Commune             | Dpt |
| ----- | ------------------- | --- |
| +001, | Tautavel            | 66  |
| +002, | Toucy               | 89  |
| +003, | Valras-Plage        | 34  |
| +004, | Varennes-sur-Allier | 03  |
| +005, | Villers-Bretonneux  | 80  |

##### Autres voies «... (du) Quatre-Septembre»
|       | Commune          | Dpt |
| ----- | ---------------- | --- |
| +001, | Aire-sur-l'Adour | 40  |

|       | Commune             | Dpt |
| ----- | ------------------- | --- |
| +001, | Château-la-Vallière | 37  |

|       | Commune            | Dpt |
| ----- | ------------------ | --- |
| +001, | Baixas             | 66  |
| +002, | Levroux            | 36  |
| +003, | Port-Vendres       | 66  |
| +004, | Villers-Bretonneux | 80  |

|       | Commune | Dpt |
| ----- | ------- | --- |
| +001, | Brou    | 28  |

|       | Commune      | Dpt |
| ----- | ------------ | --- |
| +001, | Saint-Menges | 08  |

|       | Commune           | Dpt |
| ----- | ----------------- | --- |
| +001, | Bonnieux          | 84  |
| +002, | Brou              | 28  |
| +003, | Ensuès-la-Redonne | 13  |
| +004, | Le Val            | 83  |
| +005, | Vidauban          | 83  |
| +006, | Saint-Zacharie    | 83  |

##### Voies «..... (du) IV-Septembre»
| France | France | France | France | France |
| Au moins 1 autre odonyme sans millésime : « ... (du) IV-Septembre » dans les 18 nouvelles ou 27 anciennes régions, les 101 départements et les 36700 communes de France | Au moins 1 autre odonyme sans millésime : « ... (du) IV-Septembre » dans les 18 nouvelles ou 27 anciennes régions, les 101 départements et les 36700 communes de France | Au moins 1 autre odonyme sans millésime : « ... (du) IV-Septembre » dans les 18 nouvelles ou 27 anciennes régions, les 101 départements et les 36700 communes de France | Au moins 1 autre odonyme sans millésime : « ... (du) IV-Septembre » dans les 18 nouvelles ou 27 anciennes régions, les 101 départements et les 36700 communes de France | Au moins 1 autre odonyme sans millésime : « ... (du) IV-Septembre » dans les 18 nouvelles ou 27 anciennes régions, les 101 départements et les 36700 communes de France |
| Allée/Avenue/Mail | Boulevard/Cours | Impasse/Passage/Ruelle | Place/Esplanade | Square/Jardin |
| --- | --- | --- | --- | --- |
| | | \| \| Commune \| Dpt \| \| ----- \| ------------ \| --- \| \| +001, \| Bègles[A 56] \| 33 \|                                                                            | | |
| | Commune | Dpt | | |
| +001, | Bègles | 33 | | |

#### Dans les autres pays et régions francophones
| Europe                        | Afrique                       | Amérique                      | Asie                          | Océanie                       |
| Quatre Septembre              | Quatre Septembre              | Quatre Septembre              | Quatre Septembre              | Quatre Septembre              |
| ----------------------------- | ----------------------------- | ----------------------------- | ----------------------------- | ----------------------------- |
| Pas de tels odonymes recensés | Pas de tels odonymes recensés | Pas de tels odonymes recensés | Pas de tels odonymes recensés | Pas de tels odonymes recensés |
| IV Septembre                  | IV Septembre                  | IV Septembre                  | IV Septembre                  | IV Septembre                  |
| Pas de tels odonymes recensés | Pas de tels odonymes recensés | Pas de tels odonymes recensés | Pas de tels odonymes recensés | Pas de tels odonymes recensés |

### Avec millésime
Pas de tels odonymes recensés.

## Graphie «4-Septembre»

### Sans millésime

#### Décompte
| Monde (pays et régions francophones) Au moins 221 odonymes sans millésime « ... (du) 4-Septembre » Décompte provisoire au 23 janvier 2018 | Monde (pays et régions francophones) Au moins 221 odonymes sans millésime « ... (du) 4-Septembre » Décompte provisoire au 23 janvier 2018 | Monde (pays et régions francophones) Au moins 221 odonymes sans millésime « ... (du) 4-Septembre » Décompte provisoire au 23 janvier 2018 | Monde (pays et régions francophones) Au moins 221 odonymes sans millésime « ... (du) 4-Septembre » Décompte provisoire au 23 janvier 2018 | Monde (pays et régions francophones) Au moins 221 odonymes sans millésime « ... (du) 4-Septembre » Décompte provisoire au 23 janvier 2018 | Monde (pays et régions francophones) Au moins 221 odonymes sans millésime « ... (du) 4-Septembre » Décompte provisoire au 23 janvier 2018 | Monde (pays et régions francophones) Au moins 221 odonymes sans millésime « ... (du) 4-Septembre » Décompte provisoire au 23 janvier 2018 | Monde (pays et régions francophones) Au moins 221 odonymes sans millésime « ... (du) 4-Septembre » Décompte provisoire au 23 janvier 2018 |
| Zone | Avenue | Impasse | Place | Rue | Autres voies | Atypiques | Total |
| --- | --- | --- | --- | --- | --- | --- | --- |
| France | 10 | 11 | 21 | 159 | 18 | 2 | 221 |
| Ailleurs | 0 | 0 | 0 | 0 | 0 | 0 | 0 |
| Monde | 10 | 11 | 21 | 159 | 18 | 2 | 221 |

#### En France
| France Au moins 220 odonymes « ... (du) 4-Septembre » dans les 18 nouvelles ou 27 anciennes régions, les 101 départements et les 36700 communes de France Décompte provisoire au 22 janvier 2018 | France Au moins 220 odonymes « ... (du) 4-Septembre » dans les 18 nouvelles ou 27 anciennes régions, les 101 départements et les 36700 communes de France Décompte provisoire au 22 janvier 2018 | France Au moins 220 odonymes « ... (du) 4-Septembre » dans les 18 nouvelles ou 27 anciennes régions, les 101 départements et les 36700 communes de France Décompte provisoire au 22 janvier 2018 | France Au moins 220 odonymes « ... (du) 4-Septembre » dans les 18 nouvelles ou 27 anciennes régions, les 101 départements et les 36700 communes de France Décompte provisoire au 22 janvier 2018 | France Au moins 220 odonymes « ... (du) 4-Septembre » dans les 18 nouvelles ou 27 anciennes régions, les 101 départements et les 36700 communes de France Décompte provisoire au 22 janvier 2018 | France Au moins 220 odonymes « ... (du) 4-Septembre » dans les 18 nouvelles ou 27 anciennes régions, les 101 départements et les 36700 communes de France Décompte provisoire au 22 janvier 2018 |
| --- | --- | --- | --- | --- | --- |

##### «Rue du 4-Septembre»
Voir le décompte par région et les localisations de cet odonyme particulier dans l'article détaillé :

##### Autres voies du «4-Septembre»
|       | Commune | Dpt |
| ----- | ------- | --- |
| +001, | Valence | 82  |
| +002, | Yerres  | 91  |

|       | Commune                   | Dpt |
| ----- | ------------------------- | --- |
| +001, | Aurillac                  | 15  |
| +002, | Châteauneuf-les-Martigues | 13  |
| +003, | Colombes                  | 92  |
| +004, | Désertines                | 03  |
| +005, | Douai                     | 59  |
| +006, | Draguignan                | 83  |
| +007, | Lens                      | 62  |
| +008, | Montgeron                 | 91  |
| +009, | Oloron-Sainte-Marie       | 64  |
| +010, | Saint-Maur-des-Fossés     | 94  |

|       | Commune          | Dpt |
| ----- | ---------------- | --- |
| +001, | Castelsarrasin   | 82  |
| +002, | Châteaurenard    | 13  |
| +003, | Cruzy            | 34  |
| +004, | Étauliers        | 33  |
| +005, | La Seyne-sur-Mer | 83  |
| +006, | Voiron           | 38  |

|       | Commune   | Dpt |
| ----- | --------- | --- |
| +001, | Auriol    | 13  |
| +002, | Martigues | 13  |

|       | Commune               | Dpt |
| ----- | --------------------- | --- |
| +001, | Boulogne-Billancourt  | 92  |
| +002, | Terrasson-Lavilledieu | 24  |

|       | Commune                | Dpt |
| ----- | ---------------------- | --- |
| +001, | Agen                   | 47  |
| +002, | Bègles                 | 33  |
| +003, | Béziers                | 34  |
| +004, | Cournon-d'Auvergne     | 63  |
| +005, | Bonny-sur-Loire        | 45  |
| +006, | Igny                   | 91  |
| +007, | Ludes                  | 51  |
| +008, | Poussan                | 34  |
| +009, | Saint-Pierre-des-Corps | 37  |
| +010, | Sérignan               | 34  |
| +011, | Tulle                  | 19  |

|       | Commune                | Dpt |
| ----- | ---------------------- | --- |
| +001, | Oyonnax                | 01  |
| +002, | Saint-Pierre-des-Corps | 37  |
| +003, | Sainte-Savine          | 11  |

|       | Commune | Dpt |
| ----- | ------- | --- |
| +001, | Onnaing | 59  |

|       | Commune                 | Dpt |
| ----- | ----------------------- | --- |
| +001, | Arfeuilles              | 03  |
| +002, | Bédarrides              | 84  |
| +003, | Béthune                 | 62  |
| +004, | Cadenet                 | 84  |
| +005, | Cavaillon               | 84  |
| +006, | Champignelles           | 89  |
| +007, | Cuges-les-Pins          | 13  |
| +008, | Decazeville             | 12  |
| +009, | Estang                  | 32  |
| +010, | Eysines                 | 33  |
| +011, | Gray                    | 70  |
| +012, | Hergnies                | 59  |
| +013, | Marseille               | 13  |
| +014, | Pertuis                 | 84  |
| +015, | Pézenas                 | 34  |
| +016, | Saint-Hippolyte-du-Fort | 30  |
| +017, | Saint-Marcel            | 71  |
| +018, | Saint-Yrieix-la-Perche  | 87  |
| +019, | Toulon                  | 83  |
| +020, | Villemur-sur-Tarn       | 31  |
| +021, | La Voulte-sur-Rhône     | 07  |

|  | Commune | Dpt |
|  | ------- | --- |

|       | Commune         | Dpt |
| ----- | --------------- | --- |
| +001, | Digne-les-Bains | 04  |

|       | Commune | Dpt |
| ----- | ------- | --- |
| +001, | Douai   | 59  |

##### Autres odonymes atypiques du «4-Septembre»
|       | Commune                              | Dpt |
| ----- | ------------------------------------ | --- |
| +001, | Hargnies : Place du 4-et-5-Septembre | 08  |

|       | Commune                               | Dpt |
| ----- | ------------------------------------- | --- |
| +001, | Montech : Rue Faubourg du 4-Septembre | 82  |

#### Dans les autres pays et régions francophones
| Europe                        | Afrique                       | Amérique                      | Asie                          | Océanie                       |
| 4 septembre                   | 4 septembre                   | 4 septembre                   | 4 septembre                   | 4 septembre                   |
| ----------------------------- | ----------------------------- | ----------------------------- | ----------------------------- | ----------------------------- |
| Pas de tels odonymes recensés | Pas de tels odonymes recensés | Pas de tels odonymes recensés | Pas de tels odonymes recensés | Pas de tels odonymes recensés |

### Avec millésime

#### Décompte général
| Monde (pays et régions francophones) Au moins 17 odonymes avec millésime « ... (du) 4-Septembre-AAAA » Décompte provisoire au 3 décembre 2017 | Monde (pays et régions francophones) Au moins 17 odonymes avec millésime « ... (du) 4-Septembre-AAAA » Décompte provisoire au 3 décembre 2017 | Monde (pays et régions francophones) Au moins 17 odonymes avec millésime « ... (du) 4-Septembre-AAAA » Décompte provisoire au 3 décembre 2017 | Monde (pays et régions francophones) Au moins 17 odonymes avec millésime « ... (du) 4-Septembre-AAAA » Décompte provisoire au 3 décembre 2017 | Monde (pays et régions francophones) Au moins 17 odonymes avec millésime « ... (du) 4-Septembre-AAAA » Décompte provisoire au 3 décembre 2017 | Monde (pays et régions francophones) Au moins 17 odonymes avec millésime « ... (du) 4-Septembre-AAAA » Décompte provisoire au 3 décembre 2017 | Monde (pays et régions francophones) Au moins 17 odonymes avec millésime « ... (du) 4-Septembre-AAAA » Décompte provisoire au 3 décembre 2017 |
| Zone | Avenue | Place | Rue | Autres voies | Atypiques | Total |
| --- | --- | --- | --- | --- | --- | --- |
| France | 1 | 2 | 1 | 11 | 2 | 17 |
| Ailleurs | 0 | 0 | 0 | 0 | 0 | 0 |
| Monde | 1 | 2 | 1 | 11 | 2 | 17 |

#### En France
Voir le décompte dans le tableau précédent.

##### Rues
|       | Commune      | Dpt |
| ----- | ------------ | --- |
| +001, | Villeurbanne | 69  |

|       | Commune     | Dpt |
| ----- | ----------- | --- |
| +001, | Limoges     | 87  |
| +002, | Mauguio     | 34  |
| +003, | Nantes      | 44  |
| +004, | Saint-Flour | 15  |
| +005, | Tours       | 37  |

|       | Commune                | Dpt |
| ----- | ---------------------- | --- |
| +001, | Hesdigneul-lès-Béthune | 62  |
| +002, | Nanton                 | 71  |
| +003, | Roville-devant-Bayon   | 54  |
| +004, | Saintes                | 17  |
| +005, | Talange                | 57  |

##### Autres voies
|       | Commune          | Dpt |
| ----- | ---------------- | --- |
| +001, | Laudun-l'Ardoise | 30  |

|       | Commune | Dpt |
| ----- | ------- | --- |
| +001, | Cenon   | 33  |

|       | Commune | Dpt |
| ----- | ------- | --- |
| +001, | Mus     | 30  |

|       | Commune           | Dpt |
| ----- | ----------------- | --- |
| +001, | Sennecey-le-Grand | 71  |

##### Autres odonymes atypiques
|       | Commune                                                               | Dpt |
| ----- | --------------------------------------------------------------------- | --- |
| +001, | Aulnoy-lez-Valenciennes : Avenue de la Libération du 4-Septembre-1944 | 59  |

|       | Commune                                    | Dpt |
| ----- | ------------------------------------------ | --- |
| +001, | Mâcon : Rue Libération du 4-Septembre-1944 | 71  |

#### Dans les autres pays et régions francophones
| Europe                        | Afrique                       | Amérique                      | Asie                          | Océanie                       |
| 4 septembre AAAA              | 4 septembre AAAA              | 4 septembre AAAA              | 4 septembre AAAA              | 4 septembre AAAA              |
| ----------------------------- | ----------------------------- | ----------------------------- | ----------------------------- | ----------------------------- |
| Pas de tels odonymes recensés | Pas de tels odonymes recensés | Pas de tels odonymes recensés | Pas de tels odonymes recensés | Pas de tels odonymes recensés |

## Sources principales
Sources avec géolocalisation
- openstreetmap.org OpenStreetMap
- geoportail.gouv.fr Géoportail
- maps.google.fr Google Maps et Google Street
- viamichelin.fr ViaMichelin
- Bing cartes Bing Maps
- Here WeGo Here WeGo
- Mappy Mappy

Sources sans géolocalisation
- rue-ville.info Rues de la ville